# Harold I.
Harold I., někdy také Harold Harefoot (cca 1015 – 17. března 1040) byl králem Anglie od 12. listopadu 1035 do 17. března 1040. Jeho přídomek Harefoot (rychlonohý) byl odvozen z jeho rychlosti a schopnosti lovit.
Byl synem Knuta Velikého, krále Anglie, Dánska a Norska a jeho první ženy Elfgifu z Northamptonu. I když existovaly jisté pochybnosti o jeho původu, byl Harold Knutovým synem.

## Král Anglie
Po Knutově smrti (12. listopadu 1035) byl jeho právoplatným nástupcem na anglickém i dánském trůnu Haroldův mladší bratr Hardiknut, syn Knuta a Emmy Normandské. Hardiknut ale nebyl schopen odcestovat do Anglie na korunovaci, protože na Dánsko se chystali zaútočit norský král Magnus I. a švédský král Jakob Anund. Vlivní angličtí šlechtici preferovali ustanovení Harolda jako přechodného regenta, protože se obávali nepřítomnosti Hardiknuta. Přes odpor královny Emmy a hraběte Godwina z Wessexu, se Harold ujal vlády.
Harold odolal snaze o jeho svržení roku 1036 Alfrédem Ethelingem a Eduardem, Emminými syny, které měla s Ethelredem II. Roku 1036 se Alfréd Etheling spolu s Alfrédem vrátili z exilu v Normandii v doprovodu malé vojenské skupiny. Podle Anglosaské kroniky trvali na tom, aby se mohli setkat se svou matkou ve Winchesteru, ale možná měli v úmyslu jiné záležitosti než jen rodinné setkání. Alfréd byl dostižen na cestě ke Godwinovi a muži věrní Haroldovi ho oslepili. Krátce nato na následky tohoto zranění Alfréd zemřel.
Roku 1037 odjela Emma do Brugg a Harold byl všemi hlasy zvolen králem. Haroldova postava je zahalena určitým tajemnem a někteří historici se domnívají, že skutečným vládcem byla jeho matka Elfgifu. I když ho arcibiskup canterburský odmítl korunovat, jeho matka Elfgifu dosáhla stabilizace jeho pozice podplacením vlivných šlechticů.
Harold měl zřejmě nemanželského syna Elfwina, který se stal mnichem někde na kontinentu. Harold podle Anglosaské kroniky vládl 4 roky a 16 týdnů, takže se zřejmě ujal vlády dva týdny po Knutově smrti. Zemřel 17. března 1040, v době kdy Hardiknut vyrážel se svým vojskem z Dánska, a byl pohřben ve Westminsterském opatství. Krátce nato bylo jeho tělo vykopáno a popraveno a jeho pozůstatky vhozeny do blízké bažiny. Poté, co se Hardiknut stal v červnu 1040 anglickým králem, nechal jeho ostatky pohřbít v kostele St. Clement Danes.